# Eric Hosmer
Eric John Hosmer (ur. 24 października 1989) – amerykański baseballista występujący na pozycji pierwszobazowego w San Diego Padres.

## Przebieg kariery
Hosmer po ukończeniu szkoły średniej został wybrany w 2008 roku w pierwszej rundzie draftu z numerem trzecim przez Kansas City Royals i początkowo występował w klubach farmerskich tego zespołu, między innymi w Omaha Storm Chasers, reprezentującym poziom Triple-A. W Major League Baseball zadebiutował 6 maja 2011 w meczu przeciwko Oakland Athletics. 15 lipca 2011 w spotkaniu z Minnesota Twins zdobył zwycięskiego, dwupunktowego home runa. W 2011 w głosowaniu do nagrody Rookie of the Year Award w American League zajął 3. miejsce za Jeremym Hellicksonem z Tampa Bay Rays i Markiem Trumbo z Los Angeles Angels of Anaheim. W sezonach 2013 i 2014 otrzymał Złotą Rękawicę spośród pierwszobazowych.
W lipcu 2016 po raz pierwszy został wybrany do AL All-Star Team, otrzymując najwięcej głosów spośród pierwszobazowych. W Meczu Gwiazd zdobył home runa, zaliczył RBI single i został wybrany najbardziej wartościowym zawodnikiem spotkania.
17 lutego 2018 podpisał ośmioletni kontrakt wart 144 miliony dolarów z San Diego Padres.

## Nagrody i wyróżnienia
| Nagroda/wyróżnienie      | Lata                   | Źródło      |
| All-Star                 | 2016                   | [ 7 ]       |
| All-Star Game MVP        | 2016                   | [ 8 ]       |
| 4× Gold Glove Award      | 2013, 2014, 2015, 2017 | [ 1 ] [ 6 ] |
| Silver Slugger Award     | 2017                   | [ 1 ]       |
| Zwycięzca w World Series | 2015                   | [ 1 ]       |